# Krzysztof Szubzda
Krzysztof Szubzda (ur. 1975 w Białymstoku) – polski aktor kabaretowy, satyryk, konferansjer, prawnik, pisarz, dziennikarz.
Ukończył studia prawnicze. Pracował jako grabarz i przewodnik wycieczek.
Działalność kabaretową rozpoczął w białostockim Kabarecie Widelec w 1995. Występował w Kabarecie Hrabi w latach 2002–2003. Laureat 2. miejsca Turnieju Łgarzy w Bogatyni w 2001. Od listopada 2006 współtworzy audycję radiową "Satyrday".
Jest jednym z pionierów polskiej audiodeskrypcji, którą zajmuje się od 2006. Pierwszym audiodeskrybowanym przez niego filmem byli Statyści, pełnometrażowy film fabularny wyświetlany dla niewidomych w kinie Pokój w Białymstoku.
Wspólnie z Łukaszem Seweryńskim wyreżyserował film Czarna Dama z 2021 roku.

## Publikacje
- "Legendy Białostockie, czyli wielce osobliwe zebranie historyj i poemów objaśniających dziwa i niezwykłości letkie do napotkania w mieście Białymstoku" (2004) – satyra
- "Co w prawie piszczy" (2006) – felietony

## Filmografia
2021: Czarna Dama (reżyseria, scenariusz)